# Estación de Howrah
Howrah Junction (en bengalí: হাওড়া জংশন রেলওয়ে স্টেশন), popularmente conocida como Howrah Station, es la estación de ferrocarril más antigua y más grande de la India, y sirve a las ciudades gemelas de Howrah y Calcuta. Alrededor de 600 trenes de pasajeros pasan por la estación cada día, lo que requiere sus 23 andenes (el mayor número de andenes en Indian Railways) y sirve a más de un millón de pasajeros por día.
Howrah Junction es una de las cinco estaciones de ferrocarril interurbanas que sirven a la ciudad de Calcuta, las otras son las estaciones de ferrocarril de Sealdah, Santragachi, Shalimar y Calcuta. Howrah Junction es también una de las estaciones más concurridas de la India según el paso de los pasajeros. La estación está ubicada en Howrah, en la orilla oeste del río Hooghly. 1373 estaciones en toda la India están conectadas directamente con la estación de tren de Howrah.

## Historia
El 17 de junio de 1851, George Turnbull, el ingeniero jefe de East Indian Railway Company y su equipo de ingenieros presentaron planes para una estación de ferrocarril en Howrah. En enero de 1852, las autoridades gubernamentales decidieron no comprar la tierra y la cara del agua necesaria para el proyecto, sin darse cuenta de la importancia futura de los ferrocarriles. Turnbull luego desarrolló otros planes para costar un estimado de 250 000 rupias.

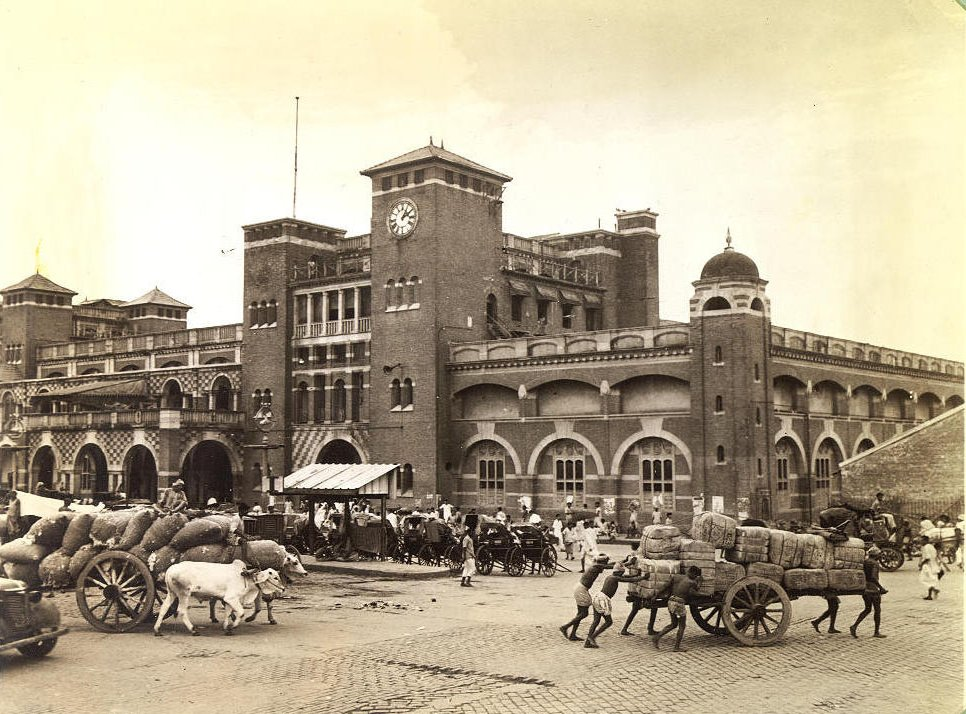
La estación en 1945.

En octubre de 1852, se recibieron cuatro licitaciones para la construcción de la estación: variaron de 190 000 a 274 526 rupias. La primera locomotora salió de Howrah el 18 de junio de 1853 para recorrer las 37,5 millas hasta Pundoah. Grandes multitudes celebraron la primera salida pública de Howrah para las 23,5 millas a Hooghly el 15 de agosto de 1854.

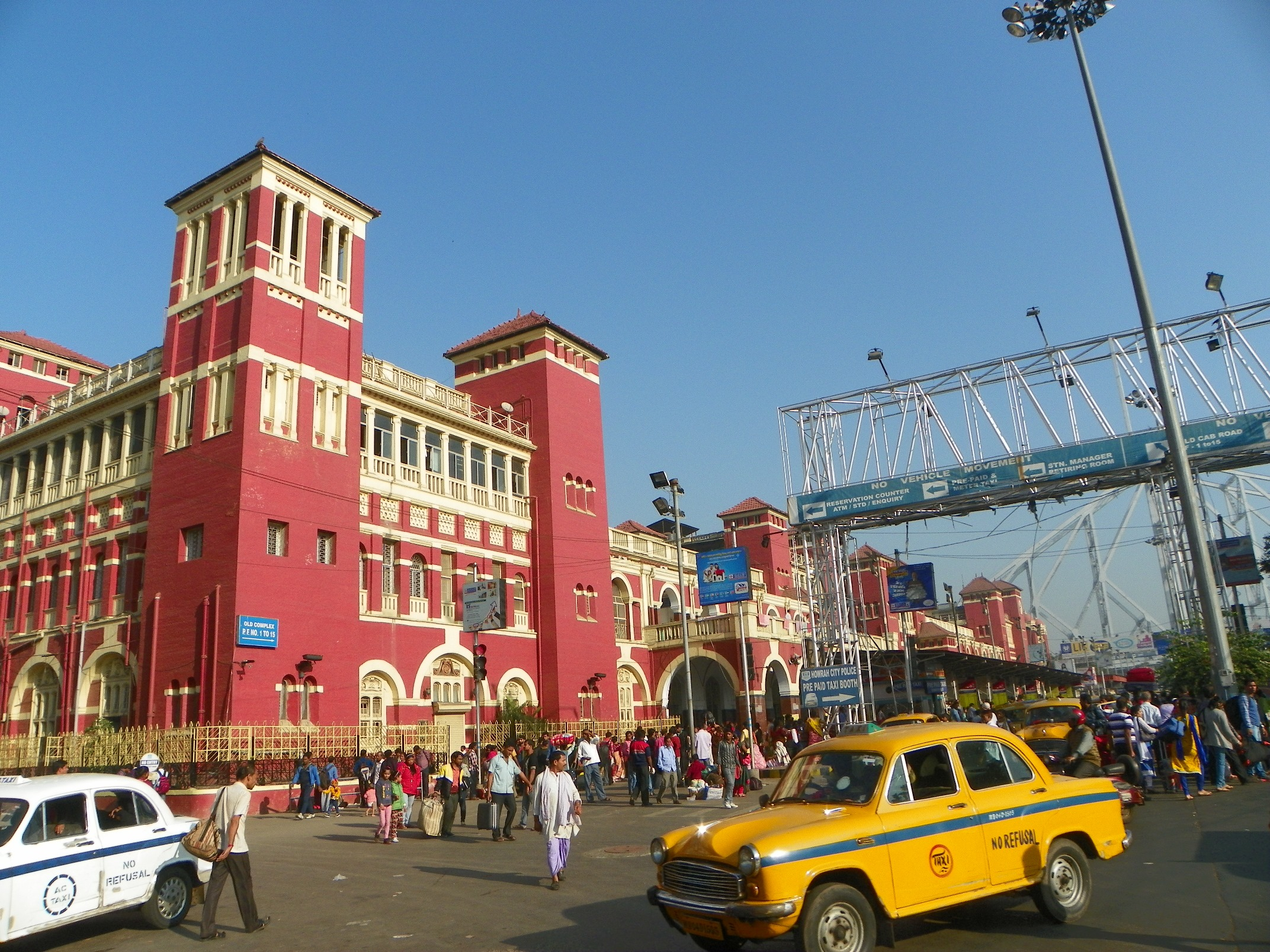
La estación en 2015.

El aumento de residentes en la región alrededor de Howrah y Kolkata y la economía en auge condujeron a una creciente demanda de viajes en tren. Además, la red ferroviaria siguió creciendo continuamente. El puente sobre el río Rupnarayan en Kolaghat se completó el 19 de abril de 1900 y conectó Howrah con Kharagpur. Entonces, en 1901, se propuso un nuevo edificio de la estación. El arquitecto británico Halsey Ricardo diseñó la nueva estación. Fue abierto al público el 1 de diciembre de 1905. Este es el edificio actual de la estación de Howrah que incluye 15 plataformas.
El 3 de marzo de 1969, el primer Rajdhani Express salió de Howrah Junction hacia Nueva Delhi. En la década de 1980, la estación se expandió para incluir 8 nuevas plataformas en el lado sur de la estación. Al mismo tiempo, se construyó un nuevo Yatri Niwas (instalación de tránsito de pasajeros) al sur de la fachada de la estación original.
Hasta 1992, había un terminal de tranvía en la estación de Howrah. Los tranvías partieron hacia Rajabazar, Sealdah Station, High Court, Dalhousie Square, Park Circus y Shyambazar. Los tranvías también partieron hacia Bandhaghat y Shibpur. El término del tranvía se cerró parcialmente en 1971, mientras que las líneas Bandhaghat y Shibpur se cerraron. Muchos vehículos y peatones no autorizados comenzaron a atravesar las vías del tranvía, por lo que las rutas no continuaron. La estación terminal se convirtió en pasos subterráneos y una terminal de autobuses. La parte del término del tranvía para otras rutas continuó funcionando hasta 1992, cuando el Rabindra Setu (Puente Howrah) fue declarado no apto para transportar tranvías porque era un puente en voladizo.
El nuevo complejo de terminales se terminó en 1992, creando un total de 19 plataformas. Esto fue ampliado por otras 4 plataformas en 2009. En octubre de 2011, el primer tren de dos pisos de la India partió de Howrah hacia Dhanbad. El primer servicio del Antyodaya Express comenzó el 4 de marzo de 2017 entre Ernakulam Junction y Howrah.